# Spoorweg Sein Industrie
De Spoorweg Sein Industrie (SSI) was een bedrijf dat werd opgericht in het kader van de Marshallhulp. Het hoofdkantoor van het bedrijf bevond zich te Bussum. Het was een samenwerkingsverband tussen de Amerikaanse General Railway Signal Company (GRS) en Philips. GRS had reeds seinlichten aan de Nederlandse Spoorwegen geleverd, maar veel beveiligingsapparatuur was van Duits fabricaat, met name van Siemens en Halske. De Amerikanen gingen nieuwe apparatuur leveren die in licentie door de Nederlandse industrie werd vervaardigd. Philips en de Alkmaarse Machinefabriek en IJzergieterij (AY) zouden respectievelijk de relais en metalen constructies gaan leveren. De Nedap te Groenlo zou onder meer transformatoren en gelijkrichters gaan leveren.
In 1950 werd de eerste NX-beveiliging (eNtrance-eXit) geïnstalleerd te 's-Hertogenbosch. Dit systeem was in 1937 door GRS op de Amerikaanse markt gebracht.
Een belangrijke vestiging van SSI bevond zich te Culemborg.
In 1958 ontstond er een breuk tussen Philips en GRS, waarna de Nederlandse Spoorwegen besloten om installatie en beheer van de spoorwegbeveiliging in eigen hand te nemen via het Spoorwegbouwbedrijf (Spbb). SSI te Culemborg ontwierp, produceerde, en leverde ter plaatse af. Vanaf 1960 werden de systemen meer en meer door GRS geproduceerd en kreeg SSI vooral een ontwerptaak. Vanaf 1961 tot 1963 werden de taken van SSI geleidelijk overgenomen door Algemene Sein Industrie (ASI).
In 1967 werd SSI gekocht door Philips, en het personeel werd overgeplaatst naar Van der Heem in Voorburg.

## Bron
- Geschiedenis van de relaisbeveiligingen van NS. IRSE. Gearchiveerd op 2 juli 2019. Geraadpleegd op 21 februari 2020.